# Gens du voyage
Pour les articles homonymes, voir Gens du voyage (homonymie).
Cet article concerne une catégorie administrative française. Pour les cultures et identités roms, voir Roms.
Les gens du voyage, en droit français, sont la communauté des voyageurs ne disposant pas de domicile fixe, ou communauté nomade. Elle est définie par la loi Besson du 5 juillet 2000. La notion de « gens du voyage » reste très vague. Elle ne permet pas d'éviter d'éventuelles stigmatisations, liées à des préjugés sur une population qui peut être très diverse.
L'appellation gens du voyage est souvent utilisée pour désigner les Roms de France (y compris les Manouches les Yéniches et les Gitans), bien qu’ils ne soient itinérants que pour environ 15 % d’entre eux selon la Défenseure des droits.
Les différentes lois Besson organisent l'accueil des gens du voyage sur les aires destinées à cet effet dans les communes de plus de 5 000 habitants.
Certaines personnes classifiées comme gens du voyage travaillent comme forains. Le plus souvent, ce mode de vie nomade est le fruit d'une histoire familiale. Tous ne sont pas itinérants, certains vivent de manière sédentaire.
Il ne faut pas confondre la définition française des « gens du voyage » avec les Roms au sens de l'Union romani internationale (URI) et ses diverses identités (Gitans, Sinté, Yéniches, etc.), en partie sédentarisés, et qui n'en sont qu'une composante. Les Travellers irlandais (littéralement : « voyageurs ») sont de même un groupe culturel qui ne se confond pas avec la définition des gens du voyage, ils habitent d'ailleurs dans les îles Britanniques et aux États-Unis et non en France.
Qualifiés de « voleurs de poules » et sujets à discriminations diverses, les gens du voyage ont plusieurs fois vu leur liberté d'aller et venir placée sous étroite surveillance policière. D'abord avec le carnet anthropométrique institué par une loi de 1912 relative à la circulation des nomades, puis avec les carnets et livrets de circulation mis en place par la loi du 3 janvier 1969 sur l'exercice des activités économiques ambulantes et le régime applicable aux personnes circulant en France sans domicile ni résidence fixe.

## Histoire

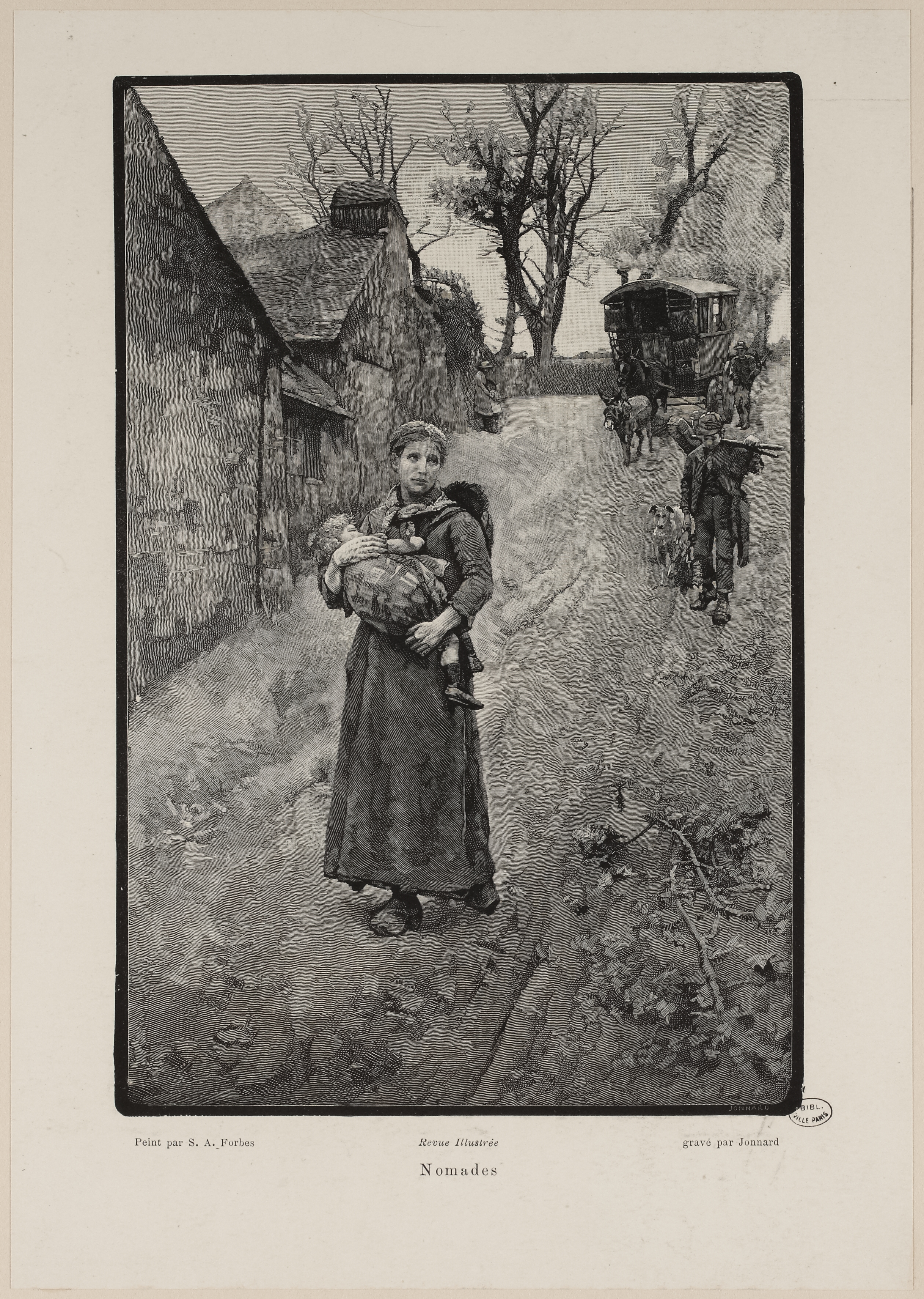
Paul Jonard-Pacel, Les bohémiens, les romanichels, estampe, 1902.

Depuis le Moyen Âge, de très nombreuses familles originaires de différentes régions de France ont développé des activités économiques liées à la mobilité : colporteurs, mercenaires et travailleurs saisonniers. On peut citer les cagots dans le Sud-Ouest de la France.
Les réfugiés de Petite Égypte, arrivés en France au début du XVe siècle, adoptèrent également ce type de vie par nécessité économique. D'abord en tant qu'entreprises de guerre au service des grands seigneurs féodaux puis, à la suite de l'interdiction par Louis XIV de la guerre privée et de la Déclaration du Roy contre les Bohèmes en 1682 qui les envoie aux galères, contraints de se cacher et de circuler, ils trouvèrent une reconversion dans les services saisonniers et le commerce ambulant.
Au XIXe siècle, les populations nomades, désignées maintenant par le terme «gens du voyage», regroupaient des familles d'origines diverses : les Manouches, les Yéniches mais aussi les paysans français qui étaient sur les routes.
À la fin du XIXe siècle, on parle exclusivement de bohémiens, mais plusieurs démarches administratives et juridiques vont conduire à définir ceux-ci comme des parias, notamment le recensement, en 1895, de « tous les nomades, bohémiens et vagabonds », puis la loi du 16 juillet 1912 sur l'exercice des professions ambulantes et la circulation des nomades. Par cette loi, les gens du voyage (enfants comme adultes) sont soumis à des contrôles par la présentation de leurs « carnets d'identité anthropométriques » sur lesquels figurent, outre la photographie (face et profil), les empreintes digitales et même le carnet de vaccinations.
Le gouvernement français émet, le 6 avril 1940, un décret interdisant la circulation des « nomades » sur la totalité du territoire métropolitain et les assignant à résidence. Il n'est levé qu'en juillet 1946.
Entre 1940 à 1946 au cours du Porajmos, de 4 500 à 5 000 Tsiganes sont internés dans des camps situés sur le territoire français, dont notamment celui de Rivesaltes.

## Loi française

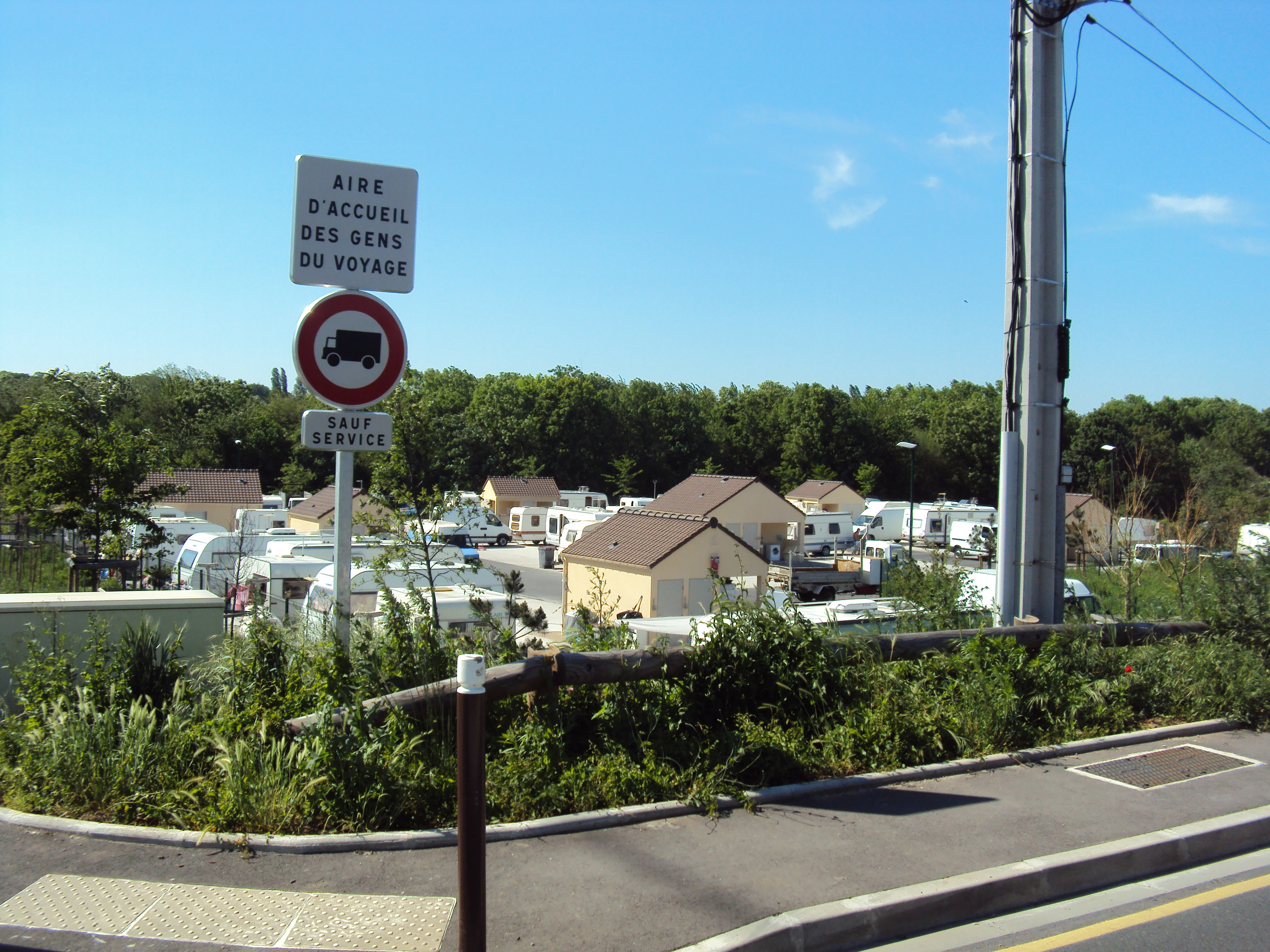
Une aire d'accueil des gens du voyage à Saint-Ouen-l'Aumône.

### Loi du3 janvier 1969et carnet de circulation
Avant janvier 2017, les citoyens français non sédentaires devaient détenir un titre de circulation pour pouvoir circuler librement en France. Qualifiant ce document administratif de « passeport intérieur » et la loi du 3 janvier 1969 qui l’a institué de « loi d'apartheid », Olivier Le Mailloux, avocat représentant un forain titulaire d'un livret de circulation, a saisi le Conseil constitutionnel. « Bien que français, les gens du voyage doivent encore pointer régulièrement au commissariat ou à la gendarmerie », a déclaré l'avocat. La loi du 3 janvier 1969 concerne les personnes n'ayant ni domicile ni résidence fixes de plus de six mois dans un État membre de l'Union européenne.
Dans sa décision, rendue le 5 octobre 2012, le Conseil constitutionnel a suivi son analyse en déclarant le carnet de circulation contraire à la Constitution au motif que ce titre de circulation portait « une atteinte disproportionnée à l'exercice de la liberté d'aller et de venir » et « restreignait de manière injustifiée l'exercice des droits civiques ». Le juge constitutionnel a toutefois maintenu l'obligation faite aux personnes itinérantes par le législateur de détenir un livret de circulation, moins coercitif que le carnet de circulation,.
La suppression des carnets de circulation par la loi Égalité et Citoyenneté du 27 janvier 2017 a été saluée comme une avancée par le Défenseur des Droits notamment dans son rapport sur les Gens du voyage Lever les entraves au droit (octobre 2021).
Olivier Le Mailloux a poursuivi le combat judiciaire au nom des associations des gens du voyage qu'il défendait devant le Conseil d'État en soutenant que les livrets de circulation étaient contraires à la Convention européenne de sauvegarde des droits de l'homme.
Le Conseil d'État lui a donné partiellement raison en déclarant les sanctions applicables à tous ceux qui ne détenaient pas un titre de circulation ou qui ne pouvaient justifier la possession devant les forces de l'ordre contraires à la Convention européenne de sauvegarde des droits de l'homme.
Le 28 octobre 2016 à Montreuil-Bellay, le président de la République a reconnu la responsabilité de la France dans l'internement des gens du voyage pendant la Seconde Guerre mondiale et inauguré un mémorial aux victimes.
L'Assemblée nationale a adopté définitivement, le 22 décembre 2016, la loi relative à l'égalité et à la citoyenneté qui abroge la loi du 3 janvier 1969, mettant ainsi fin aux livrets de circulation ainsi qu'à la commune de rattachement. Le Conseil constitutionnel a été saisi. La loi a été promulguée le 27 janvier 2017.

### Lois Besson
La première loi Besson du 31 mai 1990 oblige les villes de plus de 5 000 habitants à prévoir des emplacements de séjour pour les nomades, ce qui a pu amener des situations complexes pour les communes proches de cette limite. La seconde loi Besson du 5 juillet 2000 définit à présent les règles.
En mars 2003, la loi pour la sécurité intérieure renforce les peines encourues lors d'occupation illégale de terrains (six mois d'emprisonnement et 3 750 euros d'amende, possibilité de saisie des véhicules automobiles, possibilité de suspension du permis de conduire). La loi du 7 novembre 2018 porte les peines encourues à un an d'emprisonnement et 7 500 euros d'amende.
En novembre 2005, l'Assemblée nationale a adopté l'assujettissement à la taxe d'habitation des personnes résidant dans un habitat mobile terrestre dans la loi de finances 2006. Cette taxe est repensée en 2010 puis définitivement abrogée en 2019.
En 2018, à la suite d'une proposition de loi, un nouveau texte modifie les règles en vigueur dans trois domaines : il clarifie le rôle de l'État, des collectivités territoriales et de leurs groupements, il modifie les procédures d'évacuation des stationnements illicites, il renforce les sanctions pénales.

### Commission nationale consultative des gens du voyage
Créée et mise en place en décembre 2015, sous le mandat de Sylvia Pinel, ministre du logement, de l'égalité des territoires et de la ruralité, la Commission nationale consultative des gens du voyage (CNCGDV), a pour ambition d'adapter la politique publique à l'accueil, l'habitat, l'accompagnement et la culture des gens du voyage. Elle s'inscrit dans une stratégie interministérielle renouvelée concernant la situation des gens du voyage, dans la continuité du travail de réflexion et de propositions du préfet Hubert Derache. La Commission est animée par la Dihal (délégation interministérielle à l’hébergement et à l’accès au logement des personnes sans abri ou mal logées).

## Conditions de vie

### Aires permanentes d’accueil
La seconde loi Besson du 5 juillet 2000 impose la construction et la mise à disposition d'aires permanentes d'accueil par les villes de plus de 5 000 habitants pour les gens du voyage. Celles-ci, équipées de locaux sanitaires individuels, comme de bornes de distribution d'eau et d'électricité, ont un coût d'aménagement élevé de l'ordre de 75 000 euros par place (plus des coûts d'entretien), lequel coût est assumé selon les cas par les Conseils départementaux, l'État, les communautés urbaines, ou/et les communes,. De nombreuses aires sont cependant gérées dans le cadre de partenariat public-privé et donc de façon déléguée par des entreprises. Ces entreprises, souvent spécialisées dans ce domaine, font des chiffres d'affaires importants.
Dans certains départements, l'utilisation des aires d'accueil est gratuite (comme dans les Côtes-d'Armor). Ailleurs, chaque place fait l'objet d'un droit de stationnement pouvant varier d'un à dix euros par jour et par famille,,.
Au 17 juillet 2013, seulement 52 % des aires prévues en 2000 ont été construites (moins de 30 % pour les aires de grand passage). La majorité des aires d'accueil effectivement construites sont éloignés des centres-villes, inaccessibles en transport en commun, ou encore situées dans des zones industrielles potentiellement dangereuse, comme celle de Rouen-Petit-Quevilly située à quelques mètres de l'usine Lubrizol, classée SEVESO seuil haut, qui a subi un incendie important le 26 septembre 2019. Sur ce point, l'étude sur la localisation de l'offre publique d'accueil et d'habitat des gens du voyage de la FNASAT (Loris Granal et Gaëlla Loiseau) apporte des éléments de connaissance et d'analyse.
Il existe des difficultés d’accès à des infrastructures essentielles sur les aires permanentes d'accueil, en particulier à l’eau potable. Malgré la présence théorique de bornes d’eau, leur fonctionnement est souvent irrégulier, voire inexistant. Certaines collectivités ont mis en place des règlements autorisant la coupure d’eau ou d’électricité en cas d’impayés, alors même que la jurisprudence administrative tend à reconnaître l’accès à l’eau comme un besoin fondamental. Plus largement, la non-application des obligations légales reste marquée : en 2021, seuls 24 départements (sur les 96 de France métropolitaine) disposent d’une offre conforme à la seconde loi Besson.

### Activités économiques
D'après l'anthropologue Marc Bordigoni, « Les situations [économiques] sont très variées ». Certains exercent le métier de forain ou de marchand ambulant, se déplaçant en fonction des lieux touristiques. D'autres sont des travailleurs agricoles saisonniers qui se déplacent au fil des saisons. Enfin, « certains n'ont pas du tout d'argent, vivent parfois dans le dénuement le plus total ». Cette dernière catégorie est la plus médiatisée.

### Éducation
En France, il existe des centres CASNAV (centres académiques pour la scolarisation des nouveaux arrivants et des enfants du voyage) qui sont concentrés sur les moyens de l’intégration scolaire.
Une partie des gens du voyage suivent leurs scolarité par correspondance, avec des centres de formation à distance tels que le Cned.
L'Éducation nationale ne publie aucune données de suivi des parcours de scolarité des gens du voyage, mais les constats locaux sont alarmants sur la faiblesse des niveaux de sortie du système scolaire ou même de fréquentation. Une étude de 2019 de l'Agence des droits fondamentaux de l'Union européenne confirme ce constat.

## Statistiques
Les autorités ont souvent utilisé comme prétexte le principe français de non-reconnaissance des minorités pour ne produire aucune étude ou données concernant les gens du voyage, qui sont pourtant définis en droit selon un mode d’habitat et non par une appartenance ethnique.
Les études ou les données disponibles relèvent pour l'essentiel des travaux impulsés ou conduits par la FNASAT: ils ont récemment concerné les besoins en habitat, la localisation des sites publics de vie des gens du voyage ou la santé.
D'après Les Cahiers du mal-logement de la Fondation pour le Logement des défavorisés de janvier 2006, « les estimations du nombre de personnes considérées comme « gens du voyage » en France varient entre 250 000 et 450 000, soit 0,5 % de la population nationale ». Ces estimations reposent sur le rapport de mission du préfet Arsène Delamon de 1990 qui « proposait alors de prendre en compte les personnes considérées comme « gens du voyage » au sens administratif du terme, auxquelles il ajoutait les enfants de moins de 16 ans (estimés à 45 % de la population), ainsi que des personnes « sédentaires », notamment les gitans rapatriés d’Afrique du Nord et vivant dans le sud-est, estimées alors à 100 000 personnes ».
En 2002, on dénombrait 156 282 livrets de circulation (« personnes de plus de 16 ans ne justifiant pas d'un domicile ou d'une résidence fixe ») au sens de la loi de 1969 (87 822 en 1972 et 175 000 en 1984).
En 2013, on parle d'une population totale d'environ 250 000 personnes, dont 80 000 seraient itinérants.
Le Sénat, dans le rapport déposé lors de l'examen de la loi du 7 novembre 2018, précise qu'« on estime à environ 250 000 à 300 000 le nombre de « gens du voyage » en France », nombre qui correspond à trois catégories :
- les itinérants, qui se déplacent en permanence sur l'ensemble du territoire national ;
- les semi-sédentaires, qui ont des attaches fortes sur un territoire ;
- les sédentaires, installés de manière permanente, généralement sur un terrain dont ils sont propriétaires ou locataires.